# Lo Catalanisme
Lo Catalanisme és un llibre publicat per Valentí Almirall el 1886 amb el subtítol Motius que el legitimen, fonaments científics i solucions pràctiques. Suposà la culminació de la divulgació doctrinal d'un nou catalanisme anomenat particularisme i l'intent d'organitzar un moviment emancipador a Catalunya però mai separatista, després del desengany d'Almirall davant el federalisme espanyol, amb el que havia trencat el 1881.

## Descripció
Al llibre Almirall argumenta un particularisme català, que no independentisme, contraposant la concreció i realisme del caràcter català amb l'abstracció i diversitat del caràcter castellà. També sosté que la llengua catalana és el vincle d'unitat i cohesió dels catalans. Reclama una descentralització basada en regions i comarques en comptes de províncies administratives. Defensa un paper de Catalunya com de motor de progrés d'Espanya. Diferencia el catalanisme, centrat en les coses de Catalunya, del regionalisme, que utilitza per parlar de les relacions amb altres regions espanyoles, i del particularisme, per definir els principis teòrics científics generals del catalanisme.

## Recepció
En concret, aparegué el 2 de maig de 1886, el dia de la festa dels Jocs Florals de Barcelona que Almirall presidia. L'activisme que pregonava el llibre durà pocs anys, perquè Almirall de seguida patí una greu malaltia, es va oposar sense èxit a l'Exposició Universal de Barcelona de 1888 i fou marginat fins a la seva mort, el 1904. Va ser a la dècada del 1930 quan Antoni Rovira i Virgili va revaloritzar el llibre i elevar Almirall en principal ideòleg del catalanisme, en contra d'Enric Prat de la Riba.